# Stanisław Nieżowski
Stanisław Nieżowski (1520 k. – 1573. május–június) lengyel nemesúr, az erdélyi fejedelmi tanács tagja. Neve a szak- és szépirodalomban megjelenik Nizowski Szaniszló, Nizowszki Szaniszló, Nizowsky, Nisovszki és Nizowszky alakban is.

## Élete
Apja Stefan Sroczyński lengyel köznemes, aki egyik birtoka után vette fel a Nieżowski nevet. Anyja János Zsigmond dajkája volt, neve nem maradt fenn. Stanisław Nieżowski feltehetőleg 1539–1540-ben anyjával együtt került Izabella királyné udvarába, de az első forrás, ami név szerint említi, 1551-ből való, amikor Izabella fiával együtt elhagyta Erdélyt. Ezt követően a folyton vándorló udvartartásban a királyné asztalnoka vagy kincstartója volt; emellett az ifjú János Zsigmond állandó kísérője volt. Amikor az erdélyi rendek 1556-ban visszahívták Izabellát és János Zsigmondot, velük jött Nieżowski is, és a kolozsvári beiktatási ünnepségen kiemelt helyet foglalt el.
Forgách Ferenc nyomán egyes történészek úgy tartják, hogy Nieżowski a királyné szeretője volt, és ő tervelte ki Bebek Ferenc, Kendi Antal és Kendi Ferenc megöletését is. Horn Ildikó szerint „Nieżowski szerepét nem lehet teljesen kizárni, ám a gyilkosságról jóval részletesebben és pontosabban szóló szász források nem a lengyelre mutattak.”
Az 1550-es évek végétől Nieżowski több diplomáciai megbízást teljesített: 1557-ben Moldvában járt követségben, majd 1558-ban II. Zsigmond Ágost lengyel király (Izabella testvére) udvarában vezette a tárgyalásokat, amelyeknek az volt a célja, hogy a lengyel közvetítéssel Izabella egyezségre jusson a Habsburgokkal. Izabella halála után  Nieżowski megtartotta pozícióját az udvarban, és 1565. elején már a fejedelmi tanács tagjaként szerepelt. Befolyását az is erősítette, hogy (a fejedelemmel és több tanácsosával együtt) unitárius hitre tért. 1563-ban ismét a lengyel királyi udvarban folytatott tárgyalásokat. 1565-ben Báthory Istvánnal együtt írták alá János Zsigmond nevében a szatmári békét. Csáky Mihály, Hagymási Kristóf és Bekes Gáspár mellett János Zsigmond végrendeletének egyik végrehajtója („testamentumos úr”) lett. 1569-ben a fejedelem neki adományozta a Hunyad megyei Kéménd és Bánpatak falvakat. 1570-ben feleségül vette Mózes havasalföldi fejedelem lányát, Zamfirát, Keserű István özvegyét.
János Zsigmond halála után a trónra törő Báthory István számára segítséget jelentett, hogy a lengyel tisztek és udvaroncok vezérének tartott Nieżowski csatlakozott hozzá  Bekes Gáspár ellenében. Báthory udvarában címeit megtartotta, de befolyása megcsappant, és haláláig nem is tudott megerősödni.
Alakja megjelenik Jósika Miklós A két barát című történelmi regényében.